# Droogleggingswet
Onder de droogleggingswet, en meer bepaald artikel 15ter van deze wet, verstaat men de Belgische wet die bepaalt dat men een politieke partij haar overheidsdotatie voor minimaal drie maanden en maximaal één jaar kan ontnemen als deze partij vijandig staat tegenover het Europees Verdrag voor de Rechten van de Mens (EVRM).
Tegen het Vlaams Belang liep vanaf 2006 een dergelijke procedure. Bij toepassing van de wet bij een definitieve uitspraak van de Raad van State kon dat de partij 2 miljoen euro inkomstenderving kosten.

In juni 2011 werd er na jaren van juridisch getouwtrek beslist dat de partij haar dotatie mocht behouden.